# Litsea doshia
Litsea doshia är en lagerväxtart som först beskrevs av David Don, och fick sitt nu gällande namn av André Joseph Guillaume Henri Kostermans. Litsea doshia ingår i släktet Litsea och familjen lagerväxter. Inga underarter finns listade i Catalogue of Life.